# Distretto di Galyani Vadhana
Il distretto di Galyani Vadhana (in thai อำเภอกัลยาณิวัฒนา; trascrizione RTGS: Amphoe Galyani Vadhana) è un distretto (amphoe) della Provincia di Chiang Mai, situata nel gruppo regionale del nord della Thailandia.

## Storia
Il progetto per la formazione del distretto ebbe inizio nel 1993, quando fu proposto di staccare tre dei sottodistretti del distretto di Mae Chaem e assegnarli all'eventuale nuovo distretto. Il governo cancellò il progetto per i costi che comportava dopo che era scoppiata la crisi finanziaria asiatica del 1997. Riprese corpo nel 2005 e il 2 dicembre 2008 il governo approvò la creazione del distretto e stabilì di dargli il nome della principessa Galyani Vadhana, sorella di re Rama IX, deceduta nel gennaio di quell'anno.
Il 7 luglio 2009, Rama IX annunciò ufficialmente che il distretto avrebbe preso il nome della sorella. Nella riunione di governo del successivo 13 ottobre, il ministro dell'Interno fu incaricato di organizzare la struttura del nuovo distretto. Il decreto reale che lo istituì fu preparato dal governo e firmato dal re il 18 dicembre 2009; pubblicato sulla Gazzetta Reale del 25 dicembre 2009, entrò in vigore il giorno successivo.

## Geografia
Il distretto si trova tra le montagne della catena Thanon Thong Chai e i centri abitati sono lungo le valli. Confina a est con il distretto di Samoeng e a sud con quello di Mae Chaem, entrambi della provincia di Chiang Mai, a est con il distretto di Mueang Mae Hong Son e a nord con quello di Pai, che fanno parte della provincia di Mae Hong Son.

## Amministrazione
Il territorio è formato da tre sottodistretti (tambon), che a loro volta si suddividono in 22 villaggi (muban).
| n° | Nome                  | Villaggi | Abitanti |
| -- | --------------------- | -------- | -------- |
| 1  | Ban Chan (บ้านจันทร์)    | 7        | 4 289    |
| 2  | Mae Daet (แม่แดด)      | 8        | 4 147    |
| 3  | Chaem Luang (แจ่มหลวง) | 7        | 3 829    |